# Kurzstachelratten
Kurzstachelratten (Proechimys) ist eine artenreiche Gattung von Nagetieren in der Familie der Stachelratten mit Arten, die in Mittel- und Südamerika verbreitet sind.

## Taxonomie
Die Systematik innerhalb der Gattung und die wissenschaftliche Abgrenzung zu anderen Stachelratten ist noch nicht ausreichend erforscht. Laut Mammal Species of the World (2005) wurde der Untergattung Atlantikstachelratten (Trinomys) der Rang einer Gattung zuerkannt. Eine Revision der Taxonomie wird gewünscht.

## Merkmale
Kurzstachelratten ähneln in ihrer äußeren Gestalt den Ratten (Rattus) der alten Welt. Sie erreichen eine Kopf-Rumpf-Länge von 160 bis 300 mm und eine Schwanzlänge von 110 bis 320 mm. Kleinere Arten wie Proechimys trinitatus wiegen 300 bis 380 g und größere Vertreter wie Proechimys semispinosus sind 500 g schwer. Das Fell der Oberseite ist orangebraun bis rotbraun gefärbt, gelegentlich mit schwarzen Schattierungen. Gewöhnlich sind der Bauch und die Füße weiß. Der spärlich behaarte Schwanz kann abgeworfen werden (Autotomie), wächst jedoch nicht wieder nach.

## Verbreitung
Die bis in den Osten von Honduras vorkommende Proechimys semispinosus hat das nördlichste Verbreitungsgebiet. Im Süden erreicht Proechimys longicaudatus das nördliche Paraguay. Kurzstachelratten halten sich in verschiedenartigen Wäldern in der Nähe von Wasserläufen oder der Küste auf. Manchmal besuchen sie menschliche Siedlungen.

## Lebensweise
Diese Nagetiere leben in unterirdischen Bauen, die oft zwischen Wurzeln oder neben Felsen liegen. Diese werden selbst gegraben oder von anderen Tieren übernommen. Zur Nahrung zählen Früchte, Pflanzensamen und Kartoffeln.
Exemplare desselben Geschlechts sind meist aggressiv zueinander. Die Fortpflanzungszeit variiert je nach Art und Verbreitung. Bei Weibchen kommen nach etwa 63 Tagen Trächtigkeit Würfe mit bis zu sieben Nachkommen vor. Bei Proechimys guairae sind die Jungtiere nach zwei bis drei Monaten geschlechtsreif, während sich Exemplare von Proechimys semispinosus nach sechs bis sieben Monaten erstmals paaren.

## Gefährdung
Bei den meisten Gattungsvertretern sind die Bestände nicht bedroht. Für wenige Arten liegen keine ausreichenden Daten vor.

## Arten
Mammal Species of the World und die IUCN listen folgende Arten.
- Proechimys brevicauda
- Proechimys canicollis
- Proechimys chrysaeolus
- Proechimys cuvieri
- Proechimys decumanus
- Proechimys echinothrix
- Proechimys gardneri
- Proechimys goeldii
- Proechimys guairae
- Cayenne-Ratte (Proechimys guyannensis)
- Proechimys hoplomyoides
- Proechimys kulinae
- Proechimys longicaudatus
- Proechimys magdalenae
- Proechimys mincae
- Proechimys oconnelli
- Proechimys pattoni
- Proechimys poliopus
- Proechimys quadruplicatus
- Proechimys roberti
- Proechimys semispinosus
- Proechimys simonsi
- Steere-Kurzstachelratte (Proechimys steerei)
- Proechimys trinitatus, Syn. Proechimys trinitatis
- Proechimys urichi